# Mikael Petersen
Kristoffer Morten Mikael Ole Petersen (født 1. oktober 1956 i Niaqornat) er en grønlandsk politiker. Mikael Petersen var medlem af Landstinget i Grønland for Siumut fra 1987 til 1991 og fra 1995 til 2005. Han var minister i flere regeringer under Jonathan Motzfeldt og Hans Enoksen fra 1995 til 1999 og fra 2002 til 2003. Han var næstformand for Siumut i en årrække og kortvarigt formand i 1997-1998. Han var partisekretær fra 2006 til 2010 og fra 2014 til 2020. Han blev afskediget i 2020 efter anklager om sexchikane mod adskillige kvinder i partiet, og kort efter i stedet ansat i Partii Naleraq. I 2021 blev Mikael Petersen ved Grønlands Landsret idømt 40 dages anbringelse i anstalt for blufærdighedskrænkelse.

## Liv
Mikael Petersen er søn af lærer Jørgen Petersen og jordemoder Emilie. Han er gift med Oda Møller (født 1957), som han har tre børn med.
Han gik i skole i Niaqornat og i Uummannaq, før han flyttede til Danmark. Her gik han på den grønlandske efterskole Skibsby i Hjørring fra 1970 til 1972. Derefter tilbragte han et år på Horne Ungdomshøjskole i Hirtshals. I 1974 kom han i lære som maskinarbejder på Frederikshavn Værft og i Aalborg, som han afsluttede i 1978. Fra 1978 til 1979 arbejdede han for KGH. Derefter arbejdede han et år på skibsværftet i Nuuk. Indtil 1991 arbejdede han på elværket i Uummannaq. Fra 1991 til 1993 var han formand for repræsentantskabet i Royal Greenland, fra 1993 til 1995 formand for TELE Greenland og fra 1995 til 1997 formand for Pilersuisoq. Han var formand for fodboldafdelingen i UB-68 Uummannaq (de) fra 1981 til 1985.

## Politisk karriere
Mikael Petersen blev medlem af Siumut i Uummannaq i 1980. Han blev valgt ind i kommunalbestyrelsen i Uummannaq Kommune for partiet i 1983 og var medlem indtil 1997. Han var viceborgmester indtil 1995. I 1987 var han med til at stifte Siumuts ungdomsorganisation. Han stillede for første gang op til Landstinget ved landstingsvalget i 1987 og var i stand til at erstatte den erfarne Pavia Nielsen i Landstinget. Han blev dog slået af sin forgænger ved valget i 1991 og forlod Landstinget.
Ved landstingsvalget i 1995 vandt han igen over Pavia Nielsen og blev igen valgt til Landstinget. Efter at have været medlem af partiets ledelse siden 1984 blev han næstformand for Siumut i 1996. Efter Lars Emil Johansens afgang blev han midlertidig formand for Siumut fra september 1997 til maj 1998. I september 1997 blev han udnævnt til social- og arbejdsmarkedsminister i Regeringen Motzfeldt VI. Efter det næste landstingsvalg blev han også social- og arbejdsmarkedsminister i Regeringen Motzfeldt VII i februar 1999. I november samme år måtte han dog gå af, fordi han ikke havde informeret Landstinget korrekt i en sag om bevilling af penge til handicapområdet og blev afløst af Jørgen Wæver Johansen. I 2000 blev han medlem af Selvstyrekommissionen. I 2001 blev han genvalgt til næstformand for partiet.
Efter at være blevet genvalgt til Landstinget ved valget i 2002 blev han rehabiliteret under den nye landsstyreformand Hans Enoksen og udnævnt til erhvervs- og råstofminister i Regeringen Enoksen I i december 2002. Regeringen brød sammen efter kun en måned, og Mikael Petersen blev miljø- og boligminister i Regeringen Enoksen II i januar 2003. I september 2003 brød også denne regering sammen, og han blev bolig-, infrastruktur- og miljøminister i Regeringen Enoksen III. I december 2003 måtte han dog igen træde tilbage på grund af spirituskørsel og blev erstattet af Jens Napaattooq.

## Karriere som partisekretær
Han stillede ikke op til parlamentsvalget i 2005 og trak sig tilbage fra parlamentet. Fra 2006 til 2010 og fra 2014 til 2020 var han partisekretær for Siumut. Han stillede op igen til parlamentsvalget i 2009, men blev ikke valgt.
I februar 2020 hævdede ti kvinder, at de tidligere var blevet seksuelt chikaneret af ham, herunder Siumuts folketingsmedlem Aki-Matilda Høegh-Dam. Som følge heraf blev han afskediget som partisekretær for Siumut. Selvom Mikael Petersen i første omgang benægtede anklagerne, indrømmede han senere, at han havde overskredet grænserne.
Den 1. april 2020 blev det annonceret, at Partii Naleraq havde ansat ham som partisekretær. Efter først at have antaget, at det var en usmagelig aprilsnar, bekræftede partiformand Hans Enoksen, som havde reddet hans karriere 18 år tidligere, at udmeldingen var sand. Aki-Matilda Høegh-Dams partner Kuno Fencker forlod straks partiet af moralske grunde. I maj 2020 blev Mikael Petersen politianmeldt for hændelserne, og der blev indledt en politiefterforskning Han trak sig som partisekretær for Partii Naleraq den 5. november 2020 som følge af politiefterforskningen. Den 14. januar 2021 blev han i Sermersooq Kredsret idømt 60 dages ubetinget anstaltsanbringelse for fire tilfælde af blufærdighedskrænkelse. Han ankede straks dommen. I ankesagen ved Grønlands Landsret blev Petersen den 9. september 2021 frifundet eller delvist frifundet i to af de fire forhold, og dommen nedsat til 40 dages anbringelse.
I marts 2022 blev han ansat af den nyudnævnte direktør Vittus Qujaukitsoq i fisker- og fangerorganisationen KNAPK.